# Langsnavelkuifleeuwerik
De langsnavelkuifleeuwerik (Galerida macrorhyncha) is een zangvogel uit de familie Alaudidae (Alaudidae).

## Verspreiding en leefgebied
Deze soort komt voor van Mauritanië tot Algerije en telt twee ondersoorten:
- G. m. randoni: oostelijk Marokko en noordwestelijk Algerije.
- G. m. macrorhyncha: van zuidelijk Marokko en westelijk Algerije tot het westelijke deel van centraal Mauritanië.

## Status
De langsnavelleeuwerik komt niet als aparte soort voor op de lijst van het IUCN, maar is daar een ondersoort van de kuifleeuwerik (Galerida cristata).